# Torneo internacional LaLiga Promises
El  LALIGA FC FUTURES, antes conocido como el Torneo internacional LaLiga Promises o Torneo internacional sub-12 de fútbol 7 de Arona, es un torneo de fútbol base que disputan los equipos sub-12 (infantiles de primer año) de los clubes invitados. Se celebra el mes de diciembre de cada año, sin interrupción desde 1996, excepto en el año 2020 (no se celebró por la pandemia de COVID-19).
Con anterioridad el torneo fue denominado como Torneo internacional alevín de fútbol 7 hasta que en el año 2011 fue reemplazada la categoría alevín por la de infantil de segundo año, siendo desde entonces la encargada de representar a los equipos en el campeonato.

## Organización
Impulsado por José Ramón de la Morena, el campeonato es organizado por la Fundación El Larguero y el patrocinio de la televisión, de  tve  (canal)|la2'.

## Modalidad de juego
Se disputa en la modalidad de fútbol 7 en categoría infantil.

## Historia
Coincidiendo con los Juegos Olímpicos de Barcelona 1992 y para promocionar las actividades deportivas de cara a la cita deportiva, el periodista José Ramón de la Morena y Carmelo Zubiaur, organizaron un torneo veraniego que denominaron como Campeonato Nacional Alevín de Fútbol 7 con el objetivo de ayudar a mejorar la labor social para el desarrollo colectivo de los aspirantes a figuras del fútbol profesional. Tras un inicio con diferentes selecciones regionales el torneo se convirtió pronto en un campeonato para las secciones alevines de los distintos equipos de la Primera División. Disputado en la localidad madrileña de Brunete, nombre por el que es conocido popularmente pese a que se haya disputado en otras localidades del territorio nacional.
Debido a la rápida progresión y reconocimiento que obtuvo, a partir de 1996 organizaron un segundo torneo anual, de carácter internacional, celebrado en las vacaciones de Navidad. En este torneo, denominado como Torneo Internacional Alevín de Fútbol 7 se estableció que seis equipos del torneo nacional tuviesen la oportunidad de competir frente a otros equipos europeos de primer nivel. Los alevines del París Saint-Germain Football Club, el Chelsea Football Club, el Ballspielverein Borussia, el Football Club Internazionale, el Amsterdamsche Football Club Ajax o la Associazione Calcio Milan fueron algunos de los primeros contendientes extranjeros.
Con el paso de los años, se convirtió en uno de los eventos de fútbol de cantera con más tradición y notoriedad de España, tomando gran repercusión también en otros países de Europa y América, debido a la participación y colaboración de muchos de los clubes más reputados a nivel internacional. A efecto se creó la Fundación El Larguero en el año 2004 con el objeto de reivindicar y dinamizar todos los valores positivos que representa el deporte, a través de las distintas iniciativas, actividades, escuelas o torneos. Dicha progresión fue revalorizada en el año 2014, y con ánimo de dar apoyo a la internacionalización de La Liga, cuando la fundación comenzó a coordinar sus torneos con la Liga de Fútbol Profesional (LFP), enmarcando estos torneos en la categoría de eventos La Liga Promises como uno de los eventos del programa LFP World Challenge. Siguiendo la línea, esta edición fue la primera que se disputó fuera de España, concretamente en Lima, Perú, lugar donde también se celebró días después el I Torneo Internacional de la Paz.

## Jugadores destacados
De los diferentes torneos celebrados desde su fundación, han salido algunos de los mejores futbolistas del fútbol de élite. Entre ellos destacan especialmente por haber sido internacionales absolutos con sus selecciones nacionales algunos jugadores como: Xavi Hernández, Iker Casillas, Fernando Torres, Andrés Iniesta, Borja Valero, Fernando Llorente, Fernando Amorebieta, Ibrahim Afellay, Miguel Pérez Michu, Cesc Fábregas, Gerard Piqué, Mario Suárez, Diego Capel, Ander Iturraspe, Ander Herrera, Jordi Alba, Ignacio Camacho, Marc Bartra, Dani Carvajal, Carlos Soler y Pau Torres.

## Historial
A continuación se detallan las distintas ediciones del torneo.
| Torneo internacional alevín                   | Torneo internacional alevín | Torneo internacional alevín | Torneo internacional alevín | Torneo internacional alevín | Torneo internacional alevín                                                                                      | Torneo internacional alevín |
| --------------------------------------------- | --------------------------- | --------------------------- | --------------------------- | --------------------------- | --- | --------------------------- |
| Edición                                       | Campeón                     | Resultado                   | Subcampeón                  | Sede                        | Nota(s) | Ref.                        |
| I (1996)                                      | Real Madrid C. F.           | 4 - 1                       | Athletic Club               | Brunete                     | | [ 8 ]                       |
| II (1997)                                     | Atlético de Madrid          | 3 - 1                       | Athletic Club               | Bilbao                      | | [ 9 ]                       |
| III (1998)                                    | Real Madrid C. F.           | 4 - 0                       | F. C. Barcelona             | Marbella                    | | [ 10 ]                      |
| IV (1999)                                     | Real Madrid C. F.           | 1 - 0 (pro.)                | F. C. Barcelona             | Barcelona                   | Primera final definida en prórroga. Primera defensa del título.                                                  | [ 11 ]                      |
| V (2000)                                      | Real Madrid C. F.           | 0 - 0 (1 - 0 pen.)          | F. C. Barcelona             | Tenerife                    | 1º final decidida por penaltis. Récord de finales perdidas consecutivas. 1º final sin goles.                     | [ 12 ]                      |
| VI (2001)                                     | Real Madrid C. F.           | 3 - 1                       | Valencia C. F.              | Brunete                     | | [ 13 ]                      |
| VII (2002)                                    | Real Madrid C. F.           | 1 - 0                       | F. C. Barcelona             | Gran Canaria                | Récord de campeonatos consecutivos. Récord de finales perdidas.                                                  | [ 14 ]                      |
| VIII (2003)                                   | F. C. Barcelona             | 3 - 0                       | F. C. Internazionale        | Gran Canaria                | Primera final internacional.                                                                                     | [ 15 ]                      |
| IX (2004)                                     | R. C. D. Espanyol           | 2 - 1                       | Bayer Leverkusen            | Tenerife                    | | [ 16 ]                      |
| X (2005)                                      | R. C. D. Espanyol           | 2 - 0                       | Selección de Camerún        | Tenerife                    | | [ 12 ]                      |
| XI (2006)                                     | F. C. Barcelona             | 2 - 1 (g.o.)                | S. L. Benfica               | Tenerife                    | Récord de campeonatos consecutivos de un mismo país. Primera y única final decidida por gol de oro.              | [ 12 ]                      |
| XII (2007)                                    | Selección de Camerún (1)    | 2 - 0                       | B. V. Borussia              | Lanzarote                   | Primera y única final entre equipos no españoles. Y primer ganador no español.                                   | [ 12 ]                      |
| XIII (2008)                                   | F. C. Barcelona             | 6 - 2                       | S. L. Benfica               | Gran Canaria                | Final con más goles.                                                                                             | [ 12 ]                      |
| XIV (2009)                                    | B. V. Borussia (1)          | 5 - 2                       | Sevilla F. C.               | Tenerife                    | | [ 17 ]                      |
| XV (2010)                                     | F. C. Barcelona             | 0 - 0 (2 - 1 pen.)          | Real Madrid C. F.           | Tenerife                    | | [ 18 ]                      |
| Torneo internacional infantil                 |                             |                             |                             |                             | |                             |
| XVI (2011)                                    | Atlético de Madrid          | 2 - 1                       | Villarreal C. F.            | Tenerife                    | Cambio por la categoría infantil de segundo año                                                                  | [ 12 ]                      |
| XVII (2012)                                   | Atlético de Madrid          | 1 - 0                       | Valencia C. F.              | Tenerife                    | | [ 12 ]                      |
| XVIII (2013)                                  | R. C. D. Espanyol           | 3 - 2                       | Real Madrid C. F.           | Tenerife                    | | [ 12 ]                      |
| Torneo internacional infantil LaLiga Promises |                             |                             |                             |                             | |                             |
| XIX (2014)                                    | Valencia C. F. (1)          | 3 - 1                       | Atlético de Madrid          | Tenerife                    | | [ 12 ]                      |
| XX (2015)                                     | F. C. Barcelona             | 4 - 3                       | Valencia C. F.              | Miami                       | Primer torneo disputado en continente americano (Miami, Florida).                                                | [ 12 ]                      |
| XXI (2016)                                    | F. C. Barcelona             | 6 - 1                       | Atlético de Madrid          | Tenerife                    | | [ 12 ]                      |
| XXII (2017)                                   | F. C. Barcelona (7)         | 1 - 0                       | Valencia C. F.              | Tenerife                    | Récord de finales perdidas igualado.                                                                             | [ 12 ]                      |
| XXIII (2018)                                  | Real Madrid C. F.           | 1 - 1 (2 - 1 pen.)          | F. C. Internazionale        | Tenerife                    | | [ 12 ]                      |
| XXIV (2019)                                   | Real Madrid C. F.           | 5 - 3                       | Sevilla F. C.               | Abu Dabi                    | Final con más goles igualada. Primer torneo disputado en continente asiático (Abu Dabi, Emiratos Árabes Unidos). |                             |
| XXV (2021)                                    | Real Madrid C. F. (9)       | 1 - 0                       | F. C. Barcelona             | Gran Canaria                | Edición Disputada en 2022                                                                                        |                             |
| XXVI (2022)                                   | R. C. D. Espanyol (4)       | 2 - 1                       | F. C. Barcelona             | Gran Canaria                | Final con derbi catalán.                                                                                         |                             |
| Torneo Internacional LALIGA FC FUTURES        |                             |                             |                             |                             | |                             |
| XXVII (2023)                                  | Atlético de Madrid (4)      | 2 - 1                       | Real Madrid C. F.           | Gran Canaria                | Final con derbi madrileño.                                                                                       | [ 19 ]                      |
| XXVIII (2024)                                 | Sevilla F. C. (1)           | 3 - 0                       | Real Betis                  | Gran Canaria                | Final con derbi sevillano.                                                                                       | [ 20 ]                      |

Nota: pen. = Penaltis; pro. = Prórroga; g.o. = Gol de oro.

### Palmarés
A continuación se detalla el palmarés de la competición indicando los campeonatos y subcampeonatos de cada edición, en los que un total de ocho equipos distintos han logrado vencer alguna edición. El historial está dominado por los equipos españoles, quienes lograron vencer el título en cada una de las ediciones con la excepción de dos años, en los que vencieron la selección camerunesa y el B. V. Borussia.
| Equipo                    | Títulos | Subcamp. | 3.er puesto | Años campeonatos                                     |
| ------------------------- | ------- | -------- | ----------- | ---------------------------------------------------- |
| Real Madrid C. F.         | 9       | 3        | 4           | 1996, 1998, 1999, 2000, 2001, 2002, 2018, 2019, 2021 |
| F. C. Barcelona           | 7       | 6        | 1           | 2003, 2006, 2008, 2010, 2015, 2016, 2017             |
| Atlético de Madrid        | 4       | 2        | 2           | 1997, 2011, 2012, 2023                               |
| R. C. D. Espanyol         | 4       |          |             | 2004, 2005, 2013, 2022                               |
| Valencia C. F.            | 1       | 4        | 4           | 2014                                                 |
| Sevilla F. C.             | 1       | 2        | 2           | 2024                                                 |
| Selección de Camerún      | 1       | 1        |             | 2007                                                 |
| B. V. Borussia            | 1       | 1        |             | 2009                                                 |
| Athletic Club             |         | 2        |             |                                                      |
| S. L. Benfica             |         | 2        |             |                                                      |
| F. C. Internazionale      |         | 2        |             |                                                      |
| Villarreal C. F.          |         | 1        | 2           |                                                      |
| Bayer Leverkusen          |         | 1        |             |                                                      |
| Real Betis                |         | 1        |             |                                                      |
| A. F. C. Ajax             |         |          | 2           |                                                      |
| París Saint-Germain F. C. |         |          | 2           |                                                      |
| A. C. Milan               |         |          | 1           |                                                      |
| Real Sociedad de Fútbol   |         |          | 1           |                                                      |

## Estadísticas

### Jugador más valioso
- 1996: Miguel Palencia, Real Madrid C. F.
- 1997: David del Prado, Atlético de Madrid
- 1998: Eneko Gorroño, Athletic Club
- 1999: Esteban Granero, Real Madrid C. F.
- 2000: Felipe Ramos, Real Madrid C. F.
- 2001: Febian Brandy, Manchester United F. C.
- 2002: Iago Falqué, F. C. Barcelona
- 2003: Denis Krol, Bayer Leverkusen
- 2004: Gökhan Töre, Bayer Leverkusen
- 2005: Olivier Moussima, Selección de Camerún
- 2006: Gerard Deulofeu, F. C. Barcelona
- 2007: Alain Ebwelle, F. C. Barcelona
- 2008: Fran Álvarez, F. C. Barcelona
- 2009: Carlos Soler, Valencia C. F.
- 2010: Manuel Cedenilla, Real Madrid C. F.
- 2011: Yassine Ezzaoui, Villarreal C. F.
- 2012: Enric Martinez, F. C. Barcelona
- 2013: Pedro Paulo, Real Madrid C. F.
- 2014: Óscar Domenech, Valencia C. F.
- 2015: Xavi Simons, F. C. Barcelona
- 2016: Adriá Capdevila, F. C. Barcelona
- 2017: Cristóbal Muñoz, F. C. Barcelona
- 2018: Dani Estévez, R. C. D. de La Coruña
- 2019: José Antonio Reyes Jr., Real Madrid C. F.
- 2021: Eduardo Valentín, Real Madrid C. F.
- 2022: Iván Latif, R. C. D. Espanyol
- 2023: Alberto Ruiz, Real Madrid C. F.
- 2024: David Moreno, F. C. Barcelona